# Телегонія (поема)
Телегонія (грец. Τηλεγόνεια) — втрачена епічна поема стародавньої грецької літератури про Телегона, сина Одісея та Кірки (Цірцеї).
Його ім'я («народжений далеко») вказує на народження на острові Ея, далеко від батьківщини Одісея Ітаки. Це одна з поем епічного циклу, тобто «троянського» циклу, в якому в епічному стилі викладаються події не тільки самої троянської війни, але й події, що їй передували та відбувалися після неї. Історія в Телегонії хронологічно відбувається одразу за подіями «Одісеї» і є заключним епізодом Епічного циклу. Авторство Телегонії приписується Кінефону Спартанському (див. поети епічного циклу). Поема складається з двох книг, написаних дактилічним гекзаметром.

## Сюжет
Оповідається про подорож Телегона, сина Одіссея і Цирцеї. Як свідчить «Телегонія», коли Телегон підріс, мати послала його на пошуки батька. Після довгих морських мандрів Телегон з товаришами пристали до Ітаки. Не знаючи, що це Ітака, вони стали розоряти стада місцевих жителів для прожитку. Одіссей і ітакійці встали на захист, і в бою Одіссей був убитий своїм невпізнанним сином.
Окрім коротких переказів сюжету, дотепер дійшов тільки один рядок — «Жадібно і м'ясом харчувався без міри, і солодким медом…» — що описує спосіб життя Одіссея в старості.